# 经济警察
是受雇于或为拥有大量财产的政府机构或法定公司雇用的安保人员，职责为这些财产提供警察和保全服务。
駐衛警察保护其所属机构的设施、财产、人员、用户、访客和操作免受伤害，并可能获得授权执行某些法律和行政法规，大多数駐衛警察至少拥有部分逮捕权。駐衛警察在不同国家地区的执法权力差别很大，在某些情况下仅限于私人区域，而在其他情况下，拥有相当于州、省或地方执法部门的全部警察权力。
与一般的执法机构不同，駐衛警察的主要工作是保护特定财产和人员，这导致与保安人员执行的功能有些重叠。然而，駐衛警察与警卫的区别在于拥有更大的权力，通常要通过更高水平的培训课程，当值时可以携带枪械，相应地表现在对生命和财产保护方面，也有更高的责任。